# Grzegorz Surdy
Grzegorz Surdy (ur. 5 marca 1962 w Krakowie) – polski filmowiec i dokumentalista, działacz opozycji antykomunistycznej w PRL, więzień polityczny, sekretarz Kapituły Medalu „Niezłomnym w słowie”, prezes Małopolskiego Okręgu Światowego Związku Żołnierzy Armii Krajowej.

## Życiorys
Syn Tadeusza i Józefy. Studiował na Politechnice Warszawskiej i Politechnice Krakowskiej, ukończył historię na Uniwersytecie Jagiellońskim. Od 1981 r. czynnie zaangażowany w działalność Niezależnego Zrzeszenia Studentów i nowohuckiej „Solidarności”, organizator i uczestnik manifestacji i akcji protestacyjnych, kilkakrotnie zatrzymywany i karany grzywnami. Aresztowany przez Służbę Bezpieczeństwa 4 listopada 1982 r. Skazany przez Wojskowy Sąd Garnizonowy w Krakowie na rok pozbawienia wolności. Ułaskawiony 26 maja 1983 r. Po wyjściu na wolność znów zaangażowany w wydawanie i kolportowanie pism podziemnych. Współorganizator Radia Solidarność Małopolska i współtwórca Ruchu „Wolność i Pokój”. Aresztowany ponownie 22 kwietnia 1985 r., skazany przez Sąd Rejonowy w Krakowie-Nowej Hucie na karę półtora roku więzienia, którą odbywał w zakładzie karnym w Strzelinie. Zwolniony na mocy amnestii 27 sierpnia 1986 r. Rzecznik strajku w Hucie im. Lenina w dniach 26 kwietnia – 5 maja 1988 r. Uczestnik Międzynarodowej Konferencji Praw Człowieka, która odbyła się w dniach 25–28 sierpnia 1988 r. w parafii pw. św. Maksymiliana w Nowej Hucie – Mistrzejowicach. W latach 1988–1989 animator odtwarzających się struktur NZS, najpierw jako przewodniczący, a następnie wiceprzewodniczący Komisji Uczelnianej NZS UJ. Działacz Krajowej Komisji Koordynacyjnej NZS i Małopolskiego Komitetu Obywatelskiego.
Od 2008 r. zaangażowany w produkcję filmów dokumentalnych o współczesnej historii Polski. m.in. kierownik produkcji filmu „W obronie Krzyża” (o obronie krzyża w Nowej Hucie w 1960 r.) i konsultant historyczny filmu „Adam Macedoński. Więcej niż jedno życie” oraz sekretarz lub członek redakcji filmów „Godność”, „Nie dajmy się!”, „Polscy mudżahedini”, „Córki przestworzy”, „Generał Wojciech Jaruzelski” i „Tiger Moth”.
Uczestnik głodówki w obronie polskiej historii w 2012 r. Wybrany prezesem Małopolskiego Okręgu Światowego Związku Żołnierzy Armii Krajowej w 2022 r.
Wszedł w skład komitetu wspierającego kandydaturę Karola Nawrockiego na prezydenta RP w wyborach w 2025.
Współautor (wraz z Krzysztofem Brożkiem) książek „Solidarność Walcząca” (2020) oraz „Z Solidarnością do końca” (wywiad z Mieczysławem Gilem).

## Odznaczenia i nagrody
Odznaczony Krzyżem Oficerskim Orderu Odrodzenia Polski, Krzyżem Wolności i Solidarności i Medalem „Niezłomny w słowie”.